# Hierococcyx pectoralis
El cuco filipino (Hierococcyx pectoralis) es una especie de ave cuculiforme de la familia Cuculidae endémica de Filipinas. Anteriormente se clasificaba como una subespecie de cuco huidizo (C. fugax) pero actualmente se considera generalmente una especie aparte por la diferencia de sus cantos.

## Descripción
Es un cuco de tamaño medio, que mide unos 29 centímetros de largo. Los adultos son de color gris oscuro en las partes superiores y blanco en las inferiores, excepto el pecho y la parte superior de vientre que es de color castaño claro. Su cola tiene tres o cuatro listas negras y crema, una banda negra ancha junto a la punta que es castaña clara. Presenta un anillo periocular amarillo. Sus patas también son de color amarillo y su pico tiene la punta de la mandíbula superior negruzca y el resto es verdoso. Los inmaduros tienen listas de castaño rojizo en las partes superiores y veteado pardo en las inferiores.
El cuco filipino tiene un canto agudo que suele tener de cinco a siete notas. Las llamadas duran unos 1,5 segundos y se repiten hasta 10 veces cada vez más altas y rápidas.

## Distribución y hábitat
Ocupa la mayoría de las islas mayores de las Filipinas donde se encuentra hasta los 2.300 metros sobre el nivel del mar. Habita en los bosques y los límites del bosque y busca alimento desde cerca del suelo hasta las copas de los árboles. Es un ave poco común y generalmente difícil de observar. Su época de cría empieza en abril.